# Wolfgang Wieser (Zoologe)
Wolfgang Wieser (* 5. Juli 1924 in Wien; † 3. März 2017) war ein österreichischer Zoologe, Physiologe, Evolutionsbiologe und Hochschullehrer an der Universität Innsbruck.

## Leben
Wieser studierte Zoologie, Botanik, Anthropologie und Philosophie an der Universität Wien. 1951 wurde er promoviert und war zu mehrjährigen Forschungsaufenthalten an der Universität Lund und in den USA. Ab 1960 war er Universitätsassistent am Zoologischen Institut der Universität Wien und am Institut für Krebsforschung und 1961 habilitierte er sich. Er war von 1967 bis 1994 Professor für Zoologie an der Universität Innsbruck, wo er 1967 das Institut für Zoophysiologie aufbaute, das 1978 im Institut für Zoologie aufging.
Wieser befasste sich mit Ökologie (wo er Mitbegründer der Ökophysiologie war und die Ökophysiologie von Süßwasserfischen und Wirbellosen in Böden untersuchte) und Physiologie von Tieren (zum Beispiel Energiestoffwechsel), mit Evolutionsbiologie und mit allgemeinen und aktuellen Fragen der Biologie. Zum Beispiel veröffentlichte er schon 1959 ein Buch über Kybernetik und Biologie.
Er war Ehrenmitglied der Deutschen Zoologischen Gesellschaft (2001). 1976 wurde er korrespondierendes und 1991 wirkliches Mitglied der Österreichischen Akademie der Wissenschaften. 2005 erhielt er den Anna-Krüger-Preis des Wissenschaftskollegs Berlin. Er war Fellow der American Association for the Advancement of Science (1984).

## Schriften (Auswahl)
- Organismen-Strukturen-Maschinen. Zu einer Lehre vom Organismus. Fischer TB 1959
- Free-living nematodes and other small invertebrates of Puget Sound beaches. University of Washington Press, Seattle 1959
- Effects of temperature on ectothermic organisms: ecological implications and mechanisms of compensation. Springer 1973
- Konrad Lorenz und seine Kritiker: zur Lage der Verhaltensforschung. Piper 1976
- Bioenergetik: Energietransformationen bei Organismen. Thieme 1986
- Vom Werden zum Sein: energetische und soziale Aspekte der Evolution. Paul Parey 1986
- als Herausgeber: Die Evolution der Evolutionsbiologie: Von Darwin zur DNA. Spektrum 1994
- Erfindung der Individualität oder die zwei Gesichter der Evolution. Spektrum 1998
- Gehirn und Genom: Ein neues Drehbuch für die Evolution. C. H. Beck 2007

### Beiträge in Zeitschriften
- Automat und Mensch, in: Sprache im technischen Zeitalter, Nr. 5 (1963), Seite 417–420.